# Carles Sans
Carles Sans López (Barcellona, 8 marzo 1965) è un ex pallanuotista spagnolo, vincitore di una medaglia d'oro ai giochi olimpici di Atlanta 1996.